# Campionato mondiale di hockey su ghiaccio - Seconda Divisione 2005
Il Campionato mondiale di hockey su ghiaccio - Seconda Divisione 2005 è stato un torneo di hockey su ghiaccio organizzato dall'International Ice Hockey Federation. Il torneo si è disputato fra il 4 aprile e il 16 aprile 2005. Le dodici partecipanti sono state divise in due gironi da sei ciascuno. Il torneo del Gruppo A si è svolto nella città di Zagabria, in Croazia. Le partite del Gruppo B invece si sono disputate a Belgrado, in Serbia e Montenegro. La Croazia ha vinto il Gruppo A mentre Israele il Gruppo B, garantendosi così la partecipazione al Campionato mondiale di hockey su ghiaccio - Prima Divisione 2006. Al contrario la Turchia e l'Islanda, giunte all'ultimo posto dei rispettivi gironi sono state retrocesse per il 2006 in Terza Divisione. Il Messico e il Sudafrica, giunti nelle prime due posizioni della Terza Divisione, sostituiscono nel 2006 la Turchia e l'Islanda.

## Partecipanti

### Gruppo A
| Nazionale     | Qualificazione                                                  |
| ------------- | --------------------------------------------------------------- |
| Corea del Sud | Sesta e retrocessa dalla Prima Divisione - Gruppo B del 2004.   |
| Croazia       | Ospitante, seconda nella Seconda Divisione - Gruppo A del 2004. |
| Australia     | Terza nella Seconda Divisione - Gruppo A del 2004.              |
| Bulgaria      | Quarta nella Seconda Divisione - Gruppo B del 2004.             |
| Nuova Zelanda | Quinta nella Seconda Divisione - Gruppo B del 2004.             |
| Turchia       | Seconda e promossa dalla Terza Divisione del 2004.              |

### Gruppo B
| Nazionale           | Qualificazione                                                  |
| ------------------- | --------------------------------------------------------------- |
| Belgio              | Sesto e retrocesso dalla Prima Divisione - Gruppo A del 2004.   |
| Serbia e Montenegro | Ospitante, seconda nella Seconda Divisione - Gruppo B del 2004. |
| Corea del Nord      | Terza nella Seconda Divisione - Gruppo B del 2004.              |
| Spagna              | Quarta nella Seconda Divisione - Gruppo A del 2004.             |
| Israele             | Quinto nella Seconda Divisione - Gruppo A del 2004.             |
| Islanda             | Prima e promossa dalla Terza Divisione del 2004.                |

## Gruppo A

### Incontri
| Zagabria 10 aprile 2005, ore 12:30 | Turchia | 0 – 14 (0-8; 0-2; 0-4) referto | Corea del Sud | Dom Sportova (100 spett.) |

| Zagabria 10 aprile 2005, ore 16:00 | Nuova Zelanda | 0 – 4 (0-1; 0-2; 0-1) referto | Australia | Dom Sportova (100 spett.) |

| Zagabria 10 aprile 2005, ore 20:00 | Bulgaria | 1 – 9 (0-3; 0-3; 1-3) referto | Croazia | Dom Sportova (2.000 spett.) |

| Zagabria 11 aprile 2005, ore 12:30 | Australia | 20 – 1 (10-0; 6-0; 4-1) referto | Turchia | Dom Sportova (80 spett.) |

| Zagabria 11 aprile 2005, ore 16:00 | Corea del Sud | 7 – 0 (4-0; 3-0; 0-0) referto | Bulgaria | Dom Sportova (80 spett.) |

| Zagabria 11 aprile 2005, ore 20:00 | Croazia | 14 – 0 (5-0; 5-0; 4-0) referto | Nuova Zelanda | Dom Sportova (1.800 spett.) |

| Zagabria 13 aprile 2005, ore 12:30 | Corea del Sud | 3 – 0 (2-0; 0-0; 1-0) referto | Nuova Zelanda | Dom Sportova (60 spett.) |

| Zagabria 13 aprile 2005, ore 16:00 | Turchia | 0 – 13 (0-1; 0-6; 0-6) referto | Bulgaria | Dom Sportova (50 spett.) |

| Zagabria 13 aprile 2005, ore 20:00 | Croazia | 3 – 2 (0-1; 1-0; 2-1) referto | Australia | Dom Sportova (3.000 spett.) |

| Zagabria 14 aprile 2005, ore 12:30 | Bulgaria | 7 – 6 (1-2; 5-4; 1-0) referto | Nuova Zelanda | Dom Sportova (60 spett.) |

| Zagabria 14 aprile 2005, ore 16:00 | Australia | 4 – 0 (1-0; 2-0; 1-0) referto | Corea del Sud | Dom Sportova (200 spett.) |

| Zagabria 14 aprile 2005, ore 20:00 | Croazia | 15 – 1 (6-0; 3-1; 6-0) referto | Turchia | Dom Sportova (1.300 spett.) |

| Zagabria 16 aprile 2005, ore 12:30 | Australia | 4 – 1 (1-1; 0-0; 3-0) referto | Bulgaria | Dom Sportova (60 spett.) |

| Zagabria 16 aprile 2005, ore 16:00 | Nuova Zelanda | 8 – 3 (3-0; 2-2; 3-1) referto | Turchia | Dom Sportova (200 spett.) |

| Zagabria 16 aprile 2005, ore 20:00 | Corea del Sud | 2 – 5 (1-2; 1-0; 0-3) referto | Croazia | Dom Sportova (4.500 spett.) |

### Classifica
| Pos. |               | PG | V | N | P | GF | GS | DR  | Pt |
| 1.   | Croazia       | 5  | 5 | 0 | 0 | 46 | 6  | +40 | 10 |
| 2.   | Australia     | 5  | 4 | 0 | 1 | 35 | 5  | +29 | 8  |
| 3.   | Corea del Sud | 5  | 3 | 0 | 2 | 26 | 9  | +17 | 6  |
| 4.   | Bulgaria      | 5  | 2 | 0 | 3 | 22 | 26 | -4  | 4  |
| 5.   | Nuova Zelanda | 5  | 1 | 0 | 4 | 14 | 31 | -17 | 2  |
| 6.   | Turchia       | 5  | 0 | 0 | 5 | 5  | 70 | -65 | 0  |

### Classifica marcatori
| Giocatore        | PG | G | A | Pt | +/- | MP |
| ---------------- | -- | - | - | -- | --- | -- |
| Trevor Walsh     | 5  | 6 | 6 | 12 | +5  | 24 |
| Greg Oddy        | 5  | 7 | 4 | 11 | +6  | 12 |
| Aleksej Jotov    | 5  | 7 | 4 | 11 | +3  | 14 |
| Stojan Batčvarov | 5  | 5 | 5 | 10 | +6  | 0  |
| Mato Mladjenović | 5  | 5 | 5 | 10 | +12 | 12 |
| Tomislav Grozaj  | 5  | 9 | 0 | 9  | +11 | 0  |
| Joon-Seo Bae     | 5  | 6 | 2 | 8  | +4  | 0  |
| Veljko Zibret    | 5  | 4 | 4 | 8  | +9  | 10 |
| Kresimir Svigir  | 5  | 4 | 3 | 7  | +11 | 2  |
| Vasko Polyzoev   | 5  | 4 | 3 | 7  | 0   | 4  |

Fonte: IIHF.com

### Classifica portieri
| Giocatore     | Min    | TC  | GS | SO | MGS  | Sv%   |
| ------------- | ------ | --- | -- | -- | ---- | ----- |
| Stuart Denman | 147:02 | 43  | 1  | 2  | 0.41 | 97.67 |
| Matthew Ezzy  | 152:50 | 81  | 3  | 2  | 1.18 | 96.30 |
| Vanja Belić   | 252:41 | 97  | 6  | 1  | 1.42 | 93.81 |
| Sung-Bae Kim  | 188:46 | 59  | 4  | 3  | 1.27 | 93.22 |
| Mike Parsons  | 240:00 | 194 | 17 | 0  | 4.25 | 91.24 |

Fonte: IIHF.com

## Gruppo B

### Incontri
| Belgrado 4 aprile 2005, ore 13:30 | Israele | 4 – 4 (0-3; 2-1; 2-3) referto | Corea del Nord | Pionir Ice Rink (50 spett.) |

| Belgrado 4 aprile 2005, ore 17:00 | Islanda | 3 – 4 (1-2; 1-1; 1-1) referto | Belgio | Pionir Ice Rink (50 spett.) |

| Belgrado 4 aprile 2005, ore 20:30 | Spagna | 0 – 6 (0-2; 0-1; 0-3) referto | Serbia e Montenegro | Pionir Ice Rink (400 spett.) |

| Belgrado 5 aprile 2005, ore 13:30 | Belgio | 2 – 1 (1-0; 0-1; 1-0) referto | Spagna | Pionir Ice Rink (50 spett.) |

| Belgrado 5 aprile 2005, ore 17:00 | Islanda | 3 – 2 (1-2; 1-0; 1-0) referto | Corea del Nord | Pionir Ice Rink (50 spett.) |

| Belgrado 5 aprile 2005, ore 20:30 | Serbia e Montenegro | 1 – 5 (0-2; 1-1; 0-2) referto | Israele | Pionir Ice Rink (500 spett.) |

| Belgrado 7 aprile 2005, ore 13:30 | Spagna | 5 – 2 (0-1; 2-0; 3-1) referto | Islanda | Pionir Ice Rink (50 spett.) |

| Belgrado 7 aprile 2005, ore 17:00 | Belgio | 4 – 7 (2-4; 1-2; 1-1) referto | Israele | Pionir Ice Rink (50 spett.) |

| Belgrado 7 aprile 2005, ore 20:30 | Serbia e Montenegro | 7 – 1 (1-0; 4-0; 2-1) referto | Corea del Nord | Pionir Ice Rink (600 spett.) |

| Belgrado 8 aprile 2005, ore 13:30 | Corea del Nord | 3 – 1 (0-0; 1-0; 2-1) referto | Belgio | Pionir Ice Rink (20 spett.) |

| Belgrado 8 aprile 2005, ore 17:00 | Spagna | 0 – 1 (0-0; 0-0; 0-1) referto | Israele | Pionir Ice Rink (50 spett.) |

| Belgrado 8 aprile 2005, ore 20:30 | Islanda | 2 – 11 (0-6; 2-3; 0-2) referto | Serbia e Montenegro | Pionir Ice Rink (700 spett.) |

| Belgrado 10 aprile 2005, ore 13:30 | Israele | 4 – 2 (0-0; 2-0; 2-2) referto | Islanda | Pionir Ice Rink (50 spett.) |

| Belgrado 10 aprile 2005, ore 17:00 | Corea del Nord | 4 – 2 (2-2; 0-0; 2-0) referto | Spagna | Pionir Ice Rink (70 spett.) |

| Belgrado 10 aprile 2005, ore 20:30 | Belgio | 2 – 5 (2-2; 0-2; 0-1) referto | Serbia e Montenegro | Pionir Ice Rink (1.000 spett.) |

### Classifica
| Pos. |                     | PG | V | N | P | GF | GS | DR  | Pt |
| 1.   | Israele             | 5  | 4 | 1 | 0 | 21 | 11 | +10 | 9  |
| 2.   | Serbia e Montenegro | 5  | 4 | 0 | 1 | 30 | 10 | +20 | 8  |
| 3.   | Corea del Nord      | 5  | 2 | 1 | 2 | 14 | 17 | -3  | 5  |
| 4.   | Belgio              | 5  | 2 | 0 | 3 | 13 | 19 | -6  | 4  |
| 5.   | Spagna              | 5  | 1 | 0 | 4 | 8  | 15 | -7  | 2  |
| 6.   | Islanda             | 5  | 1 | 0 | 4 | 12 | 26 | -14 | 2  |

### Classifica marcatori
| Giocatore             | PG | G  | A  | Pt | +/- | MP |
| --------------------- | -- | -- | -- | -- | --- | -- |
| Oren Eizenman         | 5  | 10 | 4  | 14 | +11 | 6  |
| Ivan Prokić           | 5  | 2  | 11 | 13 | +5  | 22 |
| Csaba Prokeć          | 5  | 5  | 6  | 11 | +6  | 0  |
| Sergey Frenkel        | 5  | 1  | 9  | 10 | +6  | 8  |
| Branko Mamić          | 5  | 2  | 7  | 9  | +4  | 16 |
| Marko Kovacević       | 5  | 4  | 2  | 6  | +6  | 22 |
| Marko Prokić          | 5  | 4  | 2  | 6  | +3  | 41 |
| Alon Eizenman         | 5  | 3  | 3  | 6  | +5  | 4  |
| Predrag Milosavljević | 5  | 3  | 2  | 5  | 0   | 2  |
| Myong Jin Jang        | 5  | 3  | 2  | 5  | -1  | 4  |

Fonte: IIHF.com

### Classifica portieri
| Giocatore               | Min    | TC  | GS | SO | MGS  | Sv%   |
| ----------------------- | ------ | --- | -- | -- | ---- | ----- |
| Jevgeny Gussin          | 300:00 | 165 | 11 | 2  | 2.20 | 93.33 |
| Tihomir Zecević         | 271:26 | 122 | 9  | 0  | 1.99 | 92.62 |
| Jon Trausti Gudmundsson | 240:00 | 186 | 15 | 1  | 3.75 | 91.94 |
| Bjorn Steylen           | 300:00 | 205 | 19 | 0  | 3.80 | 90.73 |
| Song Chol Ri            | 280:00 | 154 | 15 | 0  | 3.21 | 90.26 |

Fonte: IIHF.com